# Gabinete de Ligação Intercoreano
O Gabinete de Ligação Intercoreano (em coreano:  남북공동연락사무소 사무처; hanja: 南北共同連絡事務所 事務處; rr: Nambuk gongdong yeonrak samusosamucheo) foi um escritório de ligação conjunto da República Popular Democrática da Coreia e da República da Coreia, na ausência de relações diplomáticas formais, funcionando como uma embaixada de facto. Ele fornecia um canal de comunicação direto entre as duas Coreias.
O gabinete era chefiado pelo representante norte-coreano Jon Jong-su, vice-presidente do Comitê para a Reunificação Pacífica da Pátria e pelo representante sul-coreano Chun Hae-sung, vice-ministro do Ministério da Unificação. O gabinete de ligação conjunto foi estabelecido como parte da Declaração de Panmunjom assinada pelo líder norte-coreano Kim Jong-un e pelo presidente sul-coreano Moon Jae-in em 27 de abril de 2018, durante a conferência intercoreana de 2018 em Panmunjom.
O escritório de quatro andares foi demolido pela Coreia do Norte em 16 de junho de 2020. Ele estava vago desde janeiro devido à pandemia de COVID-19.

## História
A primeira reunião no Gabinete de Ligação ocorreu entre delegados das duas Coreias em 22 de outubro de 2018 e envolveu, entre outras coisas, a cooperação florestal entre as duas Coreias. Ocorreu uma reunião no gabinete entre o vice-ministro sul-coreano de Cultura, Esportes e Turismo, Roh Tae-kang, e o vice-ministro norte-coreano de Cultura Física e Esportes, Won Kil U em 2 de novembro de 2018, as conversas no gabinte resultaram em licitações para uma equipe coreana unificada nos Jogos Olímpicos de 2020 e para realizar os Jogos Olímpicos de Verão de 2032 nas duas Coreias. Outra reunião foi realizada em 2 de novembro de 2018 entre o vice-ministro da Unificação da Coreia do Sul, Chun Hae-sung, e seu colega norte-coreano, Jon Jong-su. Os dois homens são co-chefes do gabinete e cada um serve como chefe de ligação para seu respectivo país. Chun e Jon discutiram a cooperação de ambas Coreias em vários projetos conjuntos.
Em 11 de outubro de 2018, foi relatado que uma estação de tratamento de água que seria usada pelo gabinete de Ligação Intercoreano havia sido restaurada. Em 25 de outubro de 2018, a reforma e o reparo do edifício que abriga o gabinete de Ligação Intercoreano foram completos.
Devido à pandemia de COVID-19, o escritório foi fechado em 30 de janeiro de 2020.

## Demolição
Em 16 de junho de 2020, o prédio de quatro andares foi demolido com uma explosão pela Coreia do Norte. A KCNA, a agência de notícias da Coreia do Norte, divulgou um comunicado dizendo que o prédio foi "tragicamente destruído em uma explosão terrível", ação que reflete o "estado de espírito do povo enfurecido" de seu país. Em 13 de junho, três dias antes da destruição do prédio, Kim Yo-jong, irmã de Kim Jong-un, havia previsto o colapso do prédio como uma retaliação ao fracasso da Coreia do Sul em reprimir os desertores norte-coreanos que vivem em Coreia do Sul, que estavam usando balões para enviar folhetos contra o regime norte-coreano através da fronteira.
A destruição coincidiu com o 20º aniversário da primeira cúpula intercoreana entre Kim Dae-jung e Kim Jong-il. Câmeras de segurança na Coreia do Sul mostraram que, quando o prédio foi destruído, um prédio vizinho que anteriormente abrigava funcionários sul-coreanos desabou parcialmente devido à força da explosão.
O presidente sul-coreano Moon Jae-in respondeu aumentando o nível de alerta das forças armadas sul-coreanas e dizendo que haverá uma resposta severa de seu país se as tensões aumentarem ainda mais. Uma declaração divulgada pela Casa Azul, gabinete executivo da Coreia do Sul, afirmou que a destruição do edifício "é um acto que vai contra as expectativas daqueles que desejam o desenvolvimento das relações Sul-Norte e o estabelecimento da paz na Península Coreana", e que "o governo deixa claro que a responsabilidade por tudo o que se segue está inteiramente do lado do Norte".